# Nicola di Oldenburg (1840-1886)
Nicola di Oldenburg (San Pietroburgo, 9 maggio 1840 – Ginevra, 20 gennaio 1886) è stato duca di Oldenburg.

## Biografia
Era il secondogenito, ma primo figlio maschio, di Pietro di Oldenburg, e di sua moglie, Teresa di Nassau-Weilburg. Era il nipote della granduchessa Ekaterina Pavlovna Romanova. Ricevette un'educazione privata.

## Carriera militare
Fin dalla sua nascita venne registrato nel Reggimento Preobraženskij con il grado di alfiere. Il 25 gennaio 1856 iniziò il servizio attivo con il grado di tenente nella squadriglia del reggimento di cavalleria. Nel mese di agosto 1861 raggiunse il grado di colonnello e successivamente venne nominato comandante.
Il 22 giugno 1863 venne "licenziato" (siccome il principe aveva contratto un matrimonio morganatico, che dispiacque all'imperatore). Tre anni più tardi, grazie all'intercessione del granduca Nikolaj Nikolaevič, che era sposato con la sorella Alessandra, ritornò al servizio militare.
Fu nominato colonnello nel 5º Reggimento Ussari di Alessandria. L'11 febbraio 1867 fu comandante del 1º Battaglione del Reggimento. L'11 febbraio 1868 fu comandante del 13º reggimento dei lancieri Vladimir. Nel 1872 è stato promosso a maggiore generale e nel 1883 a tenente generale.

## Matrimonio
Sposò, il 29 maggio 1863, Maria Bulazel (1845-1907). Il matrimonio è stato percepito negativamente dalla famiglia imperiale. Il 13 luglio 1863 gli venne concesso il titolo di contessa Ostenburg per se stessi e per la loro prole. Ebbero quattro figli:
- Alessandra (1864-1952), sposò Paolo Veroli;
- Pietro (1866-1868);
- Olga (1868-1869);
- Vera (1871-1888).

## Morte
Trascorse gli ultimi anni sull'isola di Madeira, dove è stato curato per la tubercolosi. Morì il 20 gennaio 1886 a Ginevra.

## Ascendenza
|                                  |                                       |                                                      | Genitori                                        |  |  | Nonni |  |  | Bisnonni              |  |  | Trisnonni                            |  |
|                                  |                                       |                                                      |                                                 |  |  |       |  |  | Pietro I di Oldenburg |  |  | Giorgio Ludovico di Holstein-Gottorp |  |
|                                  |                                       |                                                      |                                                 |  |  |       |  |  | Pietro I di Oldenburg |  |  | Giorgio Ludovico di Holstein-Gottorp |  |
|                                  |                                       | Sofia Carlotta di Schleswig-Holstein-Sonderburg-Beck |                                                 |  |  |       |  |  | Pietro I di Oldenburg |  |  |                                      |  |
| Giorgio di Oldenburg             |                                       |                                                      |                                                 |  |  |       |  |  | Pietro I di Oldenburg |  |  |                                      |  |
|                                  |                                       | Federica Elisabetta di Württemberg                   | Federico II Eugenio di Württemberg              |  |  |       |  |  |                       |  |  |                                      |  |
|                                  |                                       | Federica Elisabetta di Württemberg                   | Federico II Eugenio di Württemberg              |  |  |       |  |  |                       |  |  |                                      |  |
|                                  |                                       | Federica Elisabetta di Württemberg                   | Federica Dorotea di Brandeburgo-Schwedt         |  |  |       |  |  |                       |  |  |                                      |  |
| Pietro di Oldenburg              |                                       | Federica Elisabetta di Württemberg                   |                                                 |  |  |       |  |  |                       |  |  |                                      |  |
|                                  |                                       | Paolo I di Russia                                    | Pietro III di Russia                            |  |  |       |  |  |                       |  |  |                                      |  |
|                                  |                                       | Paolo I di Russia                                    | Pietro III di Russia                            |  |  |       |  |  |                       |  |  |                                      |  |
|                                  |                                       | Paolo I di Russia                                    | Caterina II di Russia                           |  |  |       |  |  |                       |  |  |                                      |  |
| Ekaterina Pavlovna Romanova      |                                       | Paolo I di Russia                                    |                                                 |  |  |       |  |  |                       |  |  |                                      |  |
|                                  |                                       | Sofia Dorotea di Württemberg                         | Federico II Eugenio di Württemberg              |  |  |       |  |  |                       |  |  |                                      |  |
|                                  |                                       | Sofia Dorotea di Württemberg                         | Federico II Eugenio di Württemberg              |  |  |       |  |  |                       |  |  |                                      |  |
|                                  |                                       | Sofia Dorotea di Württemberg                         | Federica Dorotea di Brandeburgo-Schwedt         |  |  |       |  |  |                       |  |  |                                      |  |
| Nicola di Oldenburg              |                                       | Sofia Dorotea di Württemberg                         |                                                 |  |  |       |  |  |                       |  |  |                                      |  |
|                                  | Federico Guglielmo di Nassau-Weilburg | Carlo Cristiano di Nassau-Weilburg                   |                                                 |  |  |       |  |  |                       |  |  |                                      |  |
|                                  | Federico Guglielmo di Nassau-Weilburg | Carlo Cristiano di Nassau-Weilburg                   |                                                 |  |  |       |  |  |                       |  |  |                                      |  |
|                                  | Federico Guglielmo di Nassau-Weilburg | Carolina d'Orange-Nassau                             |                                                 |  |  |       |  |  |                       |  |  |                                      |  |
| Guglielmo di Nassau              | Federico Guglielmo di Nassau-Weilburg |                                                      |                                                 |  |  |       |  |  |                       |  |  |                                      |  |
|                                  |                                       | Luisa Isabella di Kirchberg                          | Guglielmo Giorgio di Kirchberg                  |  |  |       |  |  |                       |  |  |                                      |  |
|                                  |                                       | Luisa Isabella di Kirchberg                          | Guglielmo Giorgio di Kirchberg                  |  |  |       |  |  |                       |  |  |                                      |  |
|                                  |                                       | Luisa Isabella di Kirchberg                          | Isabella Augusta di Reuss-Greiz                 |  |  |       |  |  |                       |  |  |                                      |  |
| Teresa di Nassau-Weilburg        |                                       | Luisa Isabella di Kirchberg                          |                                                 |  |  |       |  |  |                       |  |  |                                      |  |
|                                  |                                       | Federico di Sassonia-Altenburg                       | Ernesto Federico III di Sassonia-Hildburghausen |  |  |       |  |  |                       |  |  |                                      |  |
|                                  |                                       | Federico di Sassonia-Altenburg                       | Ernesto Federico III di Sassonia-Hildburghausen |  |  |       |  |  |                       |  |  |                                      |  |
|                                  |                                       | Federico di Sassonia-Altenburg                       | Ernestina Augusta di Sassonia-Weimar            |  |  |       |  |  |                       |  |  |                                      |  |
| Luisa di Sassonia-Hildburghausen |                                       | Federico di Sassonia-Altenburg                       |                                                 |  |  |       |  |  |                       |  |  |                                      |  |
|                                  |                                       | Carlotta di Meclemburgo-Strelitz                     | Carlo II di Meclemburgo-Strelitz                |  |  |       |  |  |                       |  |  |                                      |  |
|                                  |                                       | Carlotta di Meclemburgo-Strelitz                     | Carlo II di Meclemburgo-Strelitz                |  |  |       |  |  |                       |  |  |                                      |  |
|                                  |                                       | Carlotta di Meclemburgo-Strelitz                     | Federica d'Assia-Darmstadt                      |  |  |       |  |  |                       |  |  |                                      |  |
|                                  |                                       | Carlotta di Meclemburgo-Strelitz                     |                                                 |  |  |       |  |  |                       |  |  |                                      |  |